# Hányadosmérő műszer

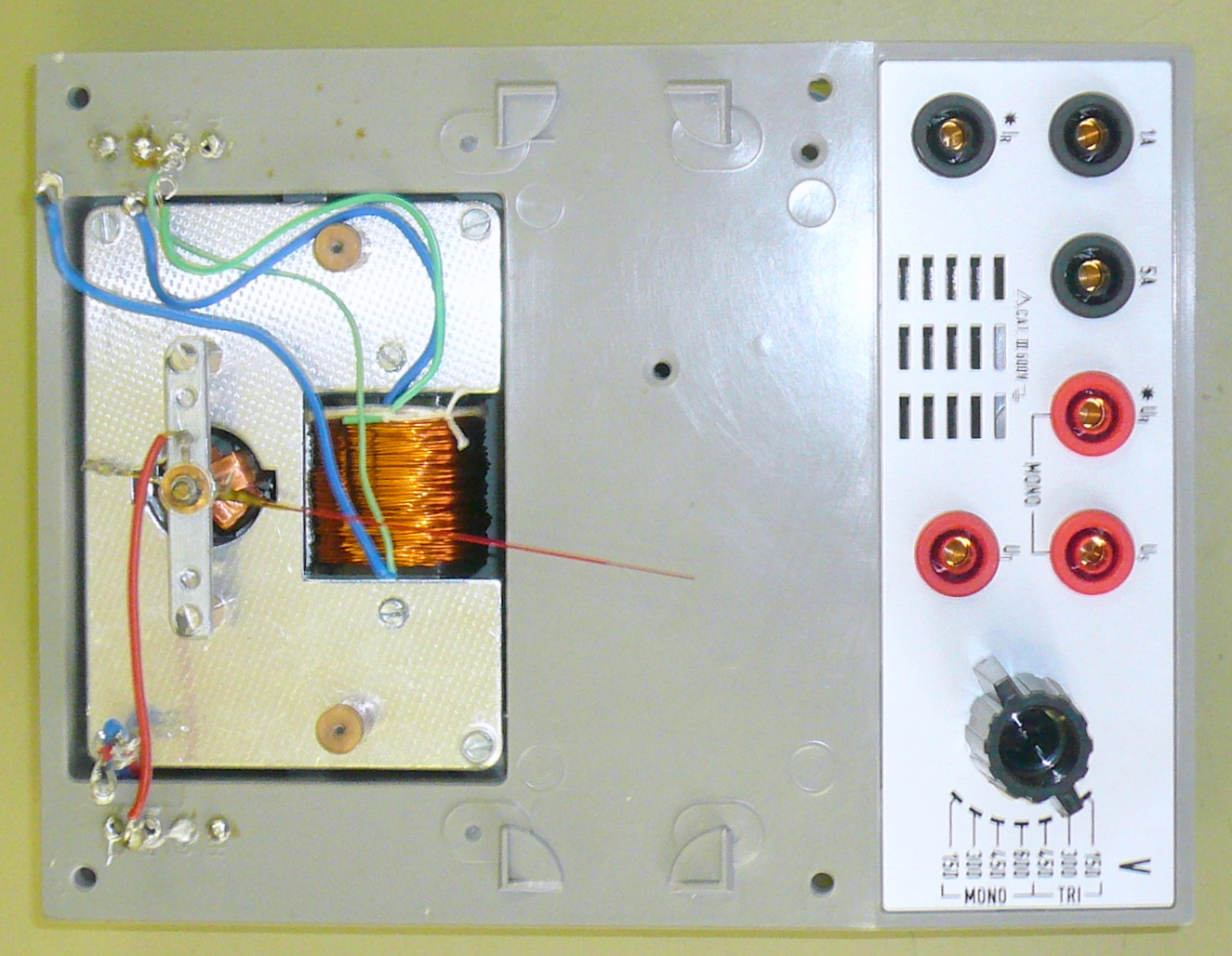
Ferrodinamikus hányadosmérő műszer

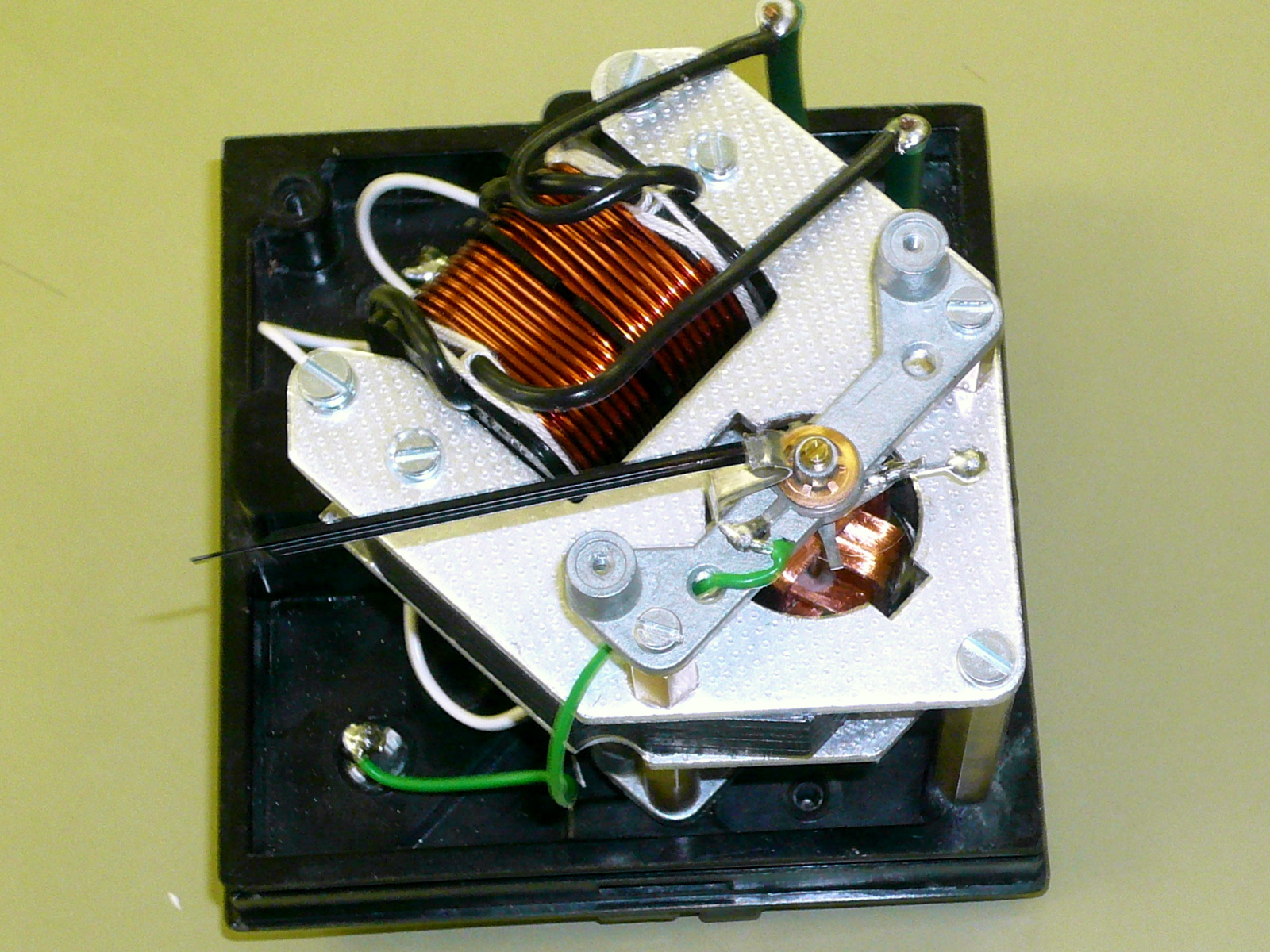
Ferrodinamikus hányadosmérő műszer

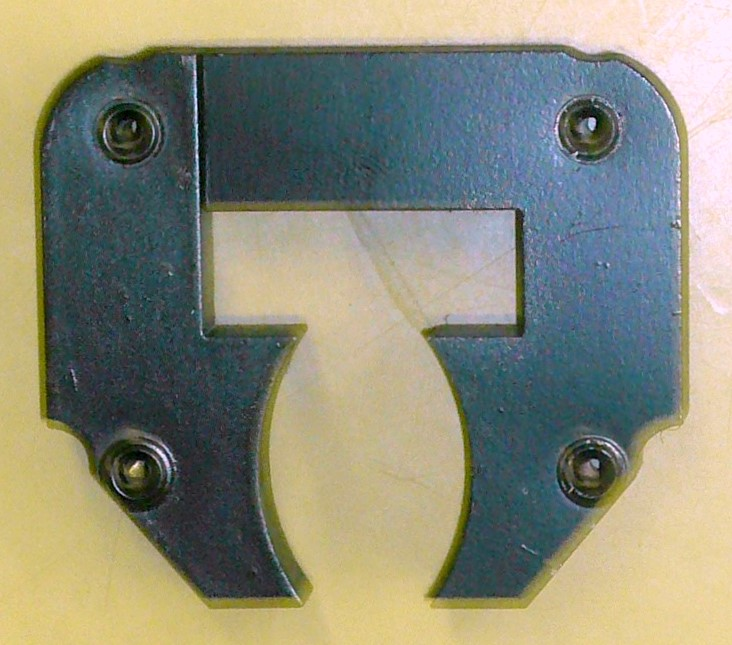
Ferrodinamikus hányadosmérő műszer torzított vasa

A hányadosmérő műszerek egyidejűleg két villamos mennyiséget érzékelnek, és azok hányadosát mérik. A két mennyiség a mérőművön belül egymás ellen fejt ki mechanikai hatást (pl. nyomatékot). Lengőtekercses műszer esetén a lengőkeretre két lengőtekercs van feltekerve, és az árambevezetés a két lengőtekercset ellentétes irányban gerjeszti. Az állandó mágnessel kölcsönhatásban a két mért érték hányadosával arányos kitérést ad.

## A mérőmű
A mérőműnek olyan a szerkezete, hogy a két nyomaték közül legalább az egyik „öngyilkos” módon működik, mérő eleme saját erejéből olyan irányba igyekszik elfordulni, hogy azáltal saját nyomatéka csökkenjen, ugyanakkor a másik mennyiség létesítette nyomaték változása az elmozdulás folytán vagy növekvő (tehát ellentétes az elsőnek említett nyomaték változásával), vagy pedig , ha szintén csökkenő (azonos természetű), akkor kisebb mértékű. A leírt kettős folyamat megvalósításához két mérő rendszerre van szükség, melyeknek elemei azonos tengelyre működnek. A mérőmű működéséhez szükséges, hogy a lengőrész tengelyére semmilyen további nyomaték (rugó, súrlódás, kiegyensúlyozatlanság stb.) ne működjék! A jól gyártott mérőmű mechanikai nyomatéka kicsi, és állandó, nem függ a lengőrész szöghelyzetétől. Ha eltekintünk a szükségszerűen meglévő, elhanyagolható egyéb nyomatékoktól, akkor a lengőrésznek a szögkitérése csak az áramerősségek hányadosától függ. Ez a hányadosmérők kitűnő tulajdonsága, ennek köszönhető, hogy áramkörök összehasonlítása alkalmával (pl. ellenállás, impedancia, frekvencia, fázistényező stb. mérésekor) elvben független a mérés eredménye az áram (feszültség) ingadozásától. Hányadosmérő mérőmű elméletileg bármilyen rendszerű elektromechanikai mérőmű típusból kifejleszthető.
Mivel az áram hozzávezetést szolgáló fémszálaknak nyomatéka van (bár arra törekszünk, hogy minél kisebb legyen), a műszer működését a névleges áram, illetve feszültség 20%-ánál ellenőrizni kell a megfelelő működésre. Itt a villamos nyomaték csökkenése miatt fokozottabban jelentkezik a fémszálak nyomatékából, és/vagy a súrlódásból eredő hiba.

## Az elektrodinamikus és ferrodinamikus hányadosmérő

### Kereszttekercses hányadosmérő

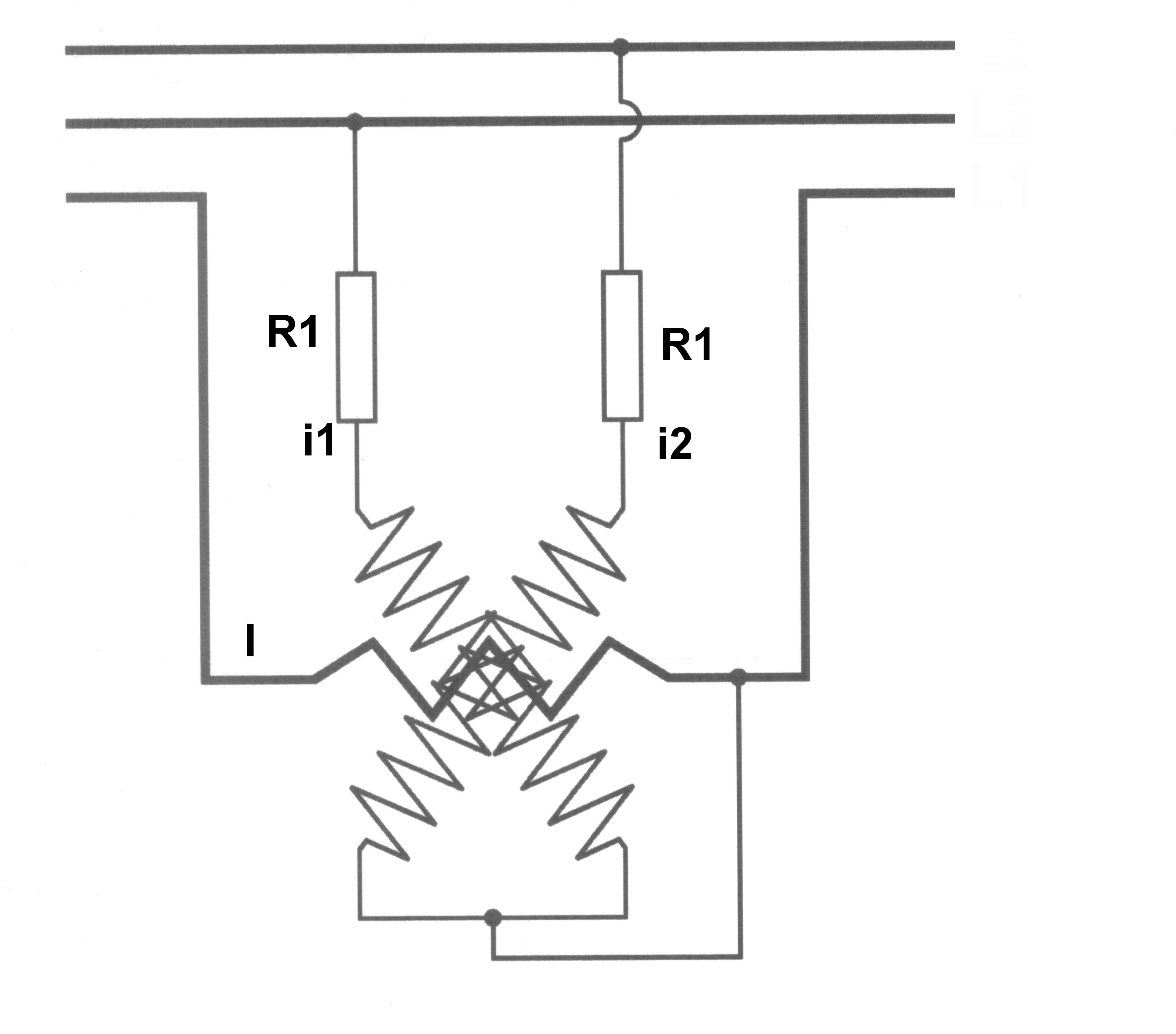
Háromfázisú, kereszttekercses fázistényező mérő elvi kapcsolási rajza

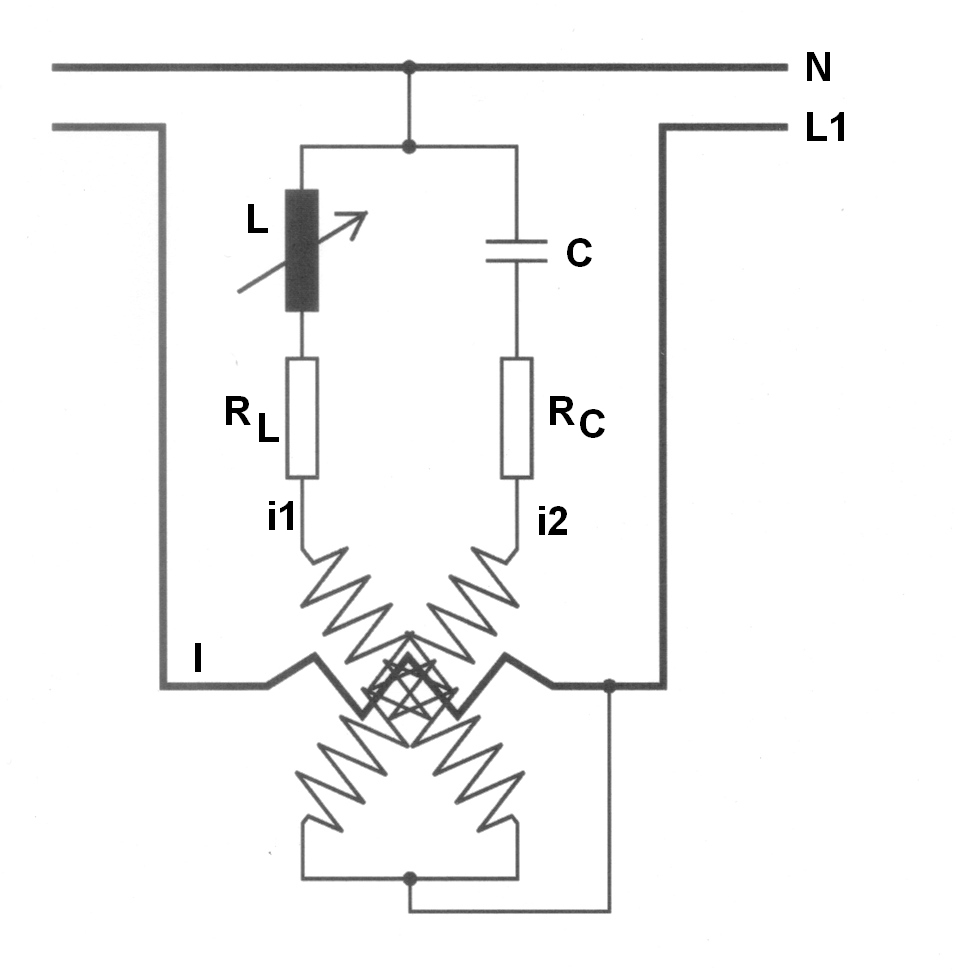
Egyfázisú, kereszttekercses fázistényező mérő elvi kapcsolási rajza

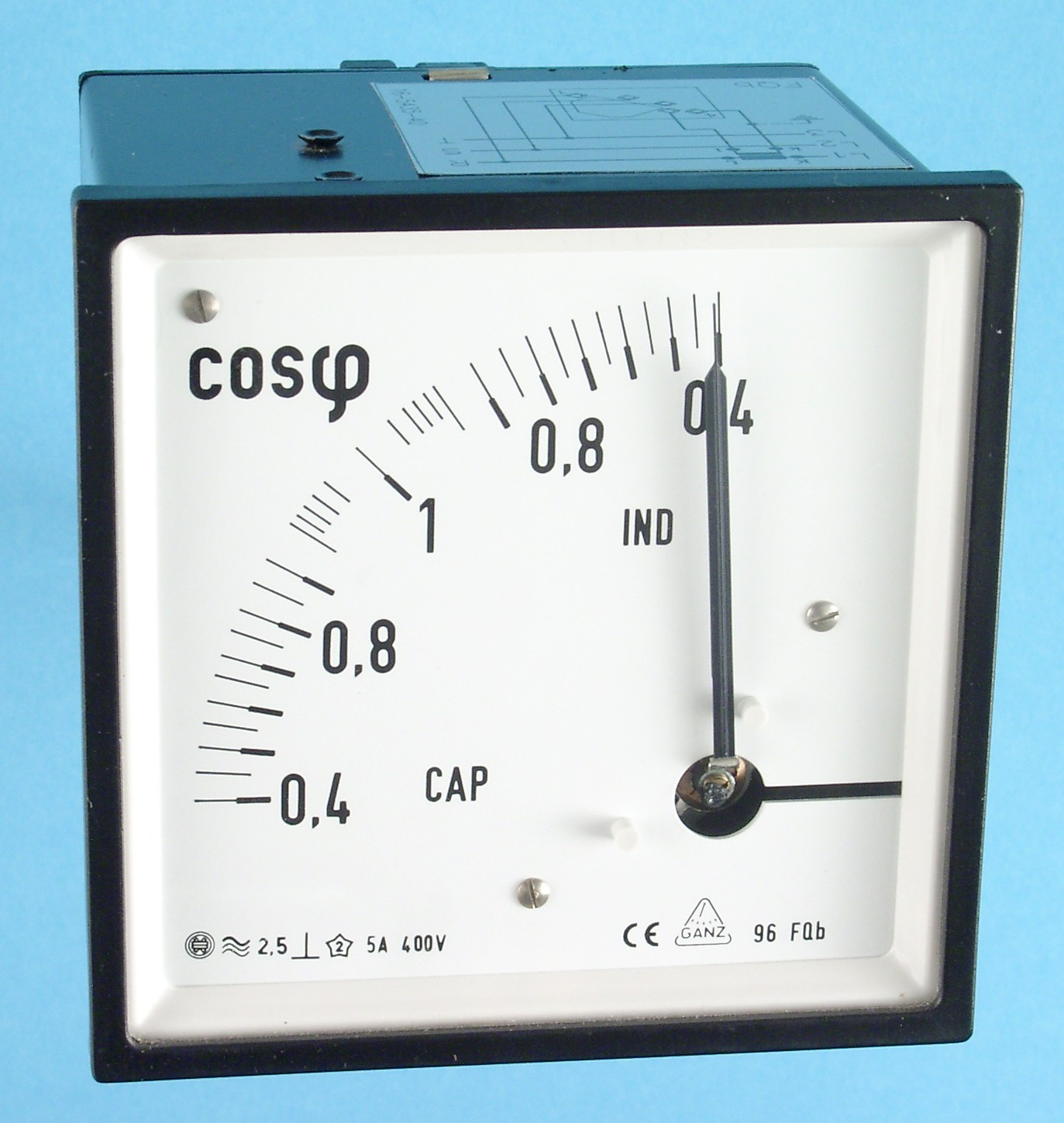
Ferrodinamikus hányadosmérő

Legegyszerűbben, mint kereszttekercses mérőmű készíthető el. Az elektrodinamikus műszer tulajdonságai itt is érvényesek, azzal a kiegészítéssel, hogy kikötés szerint a hányadosmérő lengőrészére nem működik rugónyomaték, vagy torziósszál nyomaték, egyáltalán semmiféle nyomaték. A ferrodinamikus hányadosmérő nyomatékai számottevően nagyobbak az elektrodinamikusénál.
Az elektrodinamikus kereszttekercses mérőmű lengőrészének helyzetszögével méri a lengő két tekercsében folyó áramerősségek hányadosát.

#### Működése
A nyomatéknak függnie kell a lengőtekercsek helyzetszögétől. Ezt csak azzal lehet elérni, ha a légrés, és vele a légrésindukció a kerület mentén nem állandó. Ez elérhető, ha a belső vasmagot elliptikus henger alakúra képezték ki, vagy ha a külső vas alakja elliptikus alakú. Ebben az utóbbi esetben nem szükségszerű belső vasmag használata. A légrésindukciót az álló tekercs árama gerjeszti, azzal együtt változik , de természetesen közel fordítva arányos a légrés éppen aktuális hosszával. A lengő tekercseket úgy kell kapcsolni, hogy mindegyik a rövidebb légrésből a hosszabb légrésbe forgasson, így a két lengőtekercs is egymás ellen működik. Mérés során a nagyobbik nyomaték érvényesül. A tekercseket elfordítva önmagát gyengíti, a másik nyomatékot erősíti addig, míg az egyensúly -mintegy önműködően-bekövetkezik.

### Két mérőrendszeres műszer

#### Működése
A közös tengelyt két mérőrendszer mozgatja. A két mérőrendszer egymáshoz képest el van forgatva, és a két lengőtekercs gerjesztése úgy van megválasztva, hogy a nyomatékuk egymás ellen fejtse ki hatását. Az egyik mérőmű hatásos, a másik meddő teljesítményt mér. Így a kitérés előjele, és nagysága arányos lesz a fáziseltolás szögével. Célszerűen közvetlenül cos φ-re van skálázva.